# Грунін Євген Миколайович
Євген Миколайович Грунін (рос. Евгений Николаевич Грунин; нар. 12 червня 1955, Шахти, Ростовська область, РРФСР) — радянський російський футболіст та тренер, захисник. Майстер спорту СРСР.

## Життєпис
Вихованець ростовського спортінтернату. Про ранній період кар'єри відомостей немає, в 1979 році можливо виступав за п'ятигорський «Машук».
У 24-річному віці дебютував у складі «Ростсільмашу» у другій лізі, провів у команді два неповних сезони. Потім грав за «Чкаловець» у другій лізі і запорізький «Металург» — в першій.
У липні 1981 року перейшов до дніпропетровського «Дніпра». У його складі дебютував у вищій лізі 8 липня 1981 року в матчі проти бакинського «Нефтчі». Всього до кінця сезону взяв участь у 12 матчах вищої ліги. Наступного сезону грав у першій лізі за нікопольський «Колос», зіграв всі 42 матчі та став бронзовим призером першої ліги.
У 1983 році перейшов у ростовський СКА, з яким за підсумками сезону вийшов з першої ліги у вищу. У 1984 році зіграв 16 матчів у вищій лізі в складі армійців.
У 1985 році повернувся в «Ростсільмаш» і в тому ж році зі своїм клубом здобув перемогу в зональному турнірі другої ліги. Наприкінці кар'єри грав за «Атоммаш», також виступав в змаганнях КФК за «Шахтар» (Шахти). У 1989 році грав разом з «Шахтарем» у другій лізі.
У липні 1989 року перейшов на тренерську роботу й очолив «Шахтар», змінивши Валентина Хахонова. Працював з командою чотири з половиною сезони (1989-1993).
Станом на 2013 рік тренував аматорську команду «Союзспецбуд» (Шахти), в тому ж році очолив міську федерацію футболу. На початку 2014 року знову став головним тренером «Шахтаря», але в серпні того ж року залишив пост за станом здоров'я.